# Novoselivka, Nemîriv
Novoselivka (în ucraineană Новоселівка) este localitatea de reședință a comunei Novoselivka din raionul Nemîriv, regiunea Vinnița, Ucraina.

## Demografie
Componența lingvistică a localității Novoselivka
     Ucraineană (98,02%)
     Alte limbi (1,76%)
Conform recensământului din 2001, majoritatea populației localității Novoselivka era vorbitoare de ucraineană (98,02%), existând în minoritate și vorbitori de alte limbi.